# آلفونسو ریبیرو
آلفونسو ریبیرو (انگلیسی: Alfonso Ribeiro؛ زادهٔ ۲۱ سپتامبر ۱۹۷۱) یک هنرپیشه اهل ایالات متحده آمریکا است. وی از سال ۱۹۸۰ میلادی تاکنون مشغول فعالیت بوده‌است.

## گزیده فیلمشناسی
از فیلم‌ها یا برنامه‌های تلویزیونی که وی در آن نقش داشته‌است می‌توان به آثار زیر اشاره کرد.
- کنه (فیلم) (۱۹۹۳)
- کشتی شکسته عشق (۲۰۰۵)
- برنامه گراهام نورتون (۲۰۱۳)
- رقص با ستارگان (۲۰۱۴)
- خنده‌دارترین ویدئوهای خانگی آمریکا (۲۰۱۵–اکنون)
- بیا خیلی برقص (۲۰۱۸–۲۰۱۹)
- پزشکان قهرمان (۲۰۱۴ فقط کارگردانی یک قسمت)